# Estrechos Turcos
Los Estrechos Turcos (en turco: Türk Boğazları) se refiere a los dos estrechos en el noroeste de Turquía, el de Bósforo y el de los Dardanelos, que conectan el Mar de Mármara con el Mar Negro, por un lado, y el brazo del mar Egeo al mar de Mármara, por el otro. Tradicionalmente se han considerado como el límite entre los continentes de Europa y Asia. Los estrechos turcos han sido regidos desde 1936 por la Convención de Montreux.
Los estrechos han sido de vital importancia estratégica marítima desde tiempos tan antiguos como la guerra de Troya que se libró cerca de la entrada del mar Egeo. En los días finales del Imperio Otomano, la "Cuestión del Estrecho" involucró a los diplomáticos de Europa y el Imperio Otomano.
El tratado actual que regula las relaciones es la Convención de Montreux de 1936 relativo al régimen de los estrechos turcos, que aún está en vigor. Se da a la República Turca el control sobre los buques de guerra que entran en Turquía a lo largo de los estrechos, pero garantiza el libre paso de buques civiles en tiempo de paz.